# البطولات الوطنية الأمريكية 1895 (كرة مضرب)
قائمة بالأبطال في 1895 البطولات الوطنية الأمريكية لكرة المضرب (المعروفة الآن باسم أمريكا المفتوحة):

## الكبار

### فردي رجال
فريد هوفي هزم  روبرت ورين 6-3 6-2 6-4

### فردي سيدات
جولييت أتكاينسن هزم  هيلين هيلويغ 6-4, 6-2, 6-1